# مرد زندگی من
مرد زندگی من (به هندی: Yaar Meri Zindagi) فیلمی محصول سال ۲۰۰۸ و به کارگردانی آشوک گوپتا است. در این فیلم بازیگرانی همچون آمیتاب باچان، شاتورگان سینها، شارادا، سودها چاندران ایفای نقش کرده‌اند.